# Glodeni (gmina)
Glodeni – gmina w południowej Rumunii, administracyjnie należąca do okręgu Dymbowica.
W skład gminy wchodzi 6 miejscowości: Glodeni, Gușoiu, Lăculețe, Livezile, Malu Mierii i Schela. Według stanu na rok 2011 liczyła 4226 mieszkańców, zaś w roku 2021 jej liczebność wynosiła 3936 mieszkańców.